# Oskar Marczy
Oskar Marczy (* 6. März 1924 in Stráne pod Tatrami (Forberg)/Tschechoslowakei; † 26. April 2006 in Stuttgart) war ein deutscher Politiker der FDP/DVP und Sport- und Vertriebenenfunktionär.

## Leben
Marczy stammte aus der Zips in den Karpaten. Nach der Grundschule in seinem Geburtsort Forberg ging er auf das evangelische Lyzeum in Kežmarok (Kesmark), wo er 1943 das Abitur machte. Nach dem Zweiten Weltkrieg wurde er mit den Eltern und seinem jüngeren Bruder aus seiner Heimat vertrieben und siedelte sich im Landkreis Böblingen an. Er wurde Lehrer und Schulleiter der Johann-Brücker-Schule in Schönaich. Von 1968 bis 1976 vertrat er den Wahlkreis Böblingen und von 1980 bis 1984 den Wahlkreis Leonberg als Landtagsabgeordneter der FDP/DVP in Baden-Württemberg, wo er zeitweise auch Vorsitzender des Jugend- und Sportausschusses war. Von 1970 bis 1987 war er gleichzeitig auch Kreistagsabgeordneter.
1981 wurde Marczy Vorsitzender des württembergischen Handballverbandes, dessen Ehrenvorsitzender er bis zu seinem Tod war. Das Handball-Teilinternat Stuttgart/Ostfildern (HTI), dem er auch bis zum Jahre 2002 als Vorsitzender vorstand, wurde 1989 durch ihn gegründet.
Nach dem Ausscheiden aus dem Landtag übernahm er die pädagogische Leitung eines Olympiastützpunktes in Baden-Württemberg. 1988 wurde er zum stellvertretenden Bundesvorsitzenden des Vertriebenenverbandes Karpatendeutsche Landsmannschaft Slowakei gewählt, seit 1993 war er dessen Bundesvorsitzender. Nach seiner Pensionierung 1989 kümmerte er sich in Verhandlungen mit dem tschechoslowakischen, ab 1993 mit dem slowakischen Schulministerium um die Wiedereinführung deutschen Sprachunterrichtes in seiner Heimat.
Seit 1997 war Marczy wegen seiner Verdienste um die Versöhnung und Zusammenarbeit von Slowaken und Deutschen Ehrenbürger von Kežmarok in der Slowakei. Er war bis zu seinem Tod Vorsitzender des Landessportbeirates der FDP in Baden-Württemberg und Mitglied der Bundessportkommission seiner Partei.

## Auszeichnungen
- 1974: Bundesverdienstkreuz am Bande
- Bundesverdienstkreuz 1. Klasse
- 1987: Verdienstmedaille des Landes Baden-Württemberg
- 2005: Heimatmedaille des Landes Baden-Württemberg